# Campionati europei di atletica leggera 2018 - 5000 metri piani femminili
I 5000 metri piani femminili ai campionati europei di atletica leggera 2018 si sono svolti il 12 agosto 2018.

## Podio
| Oro     | Sifan Hassan Paesi Bassi      |
| Argento | Eilish McColgan Gran Bretagna |
| Bronzo  | Yasemin Can Turchia           |

## Record
Prima di questa competizione, il record del mondo (RM), il record europeo (EU) ed il record dei campionati (RC) erano i seguenti:
| Record                | Prestazione | Atleta                   | Data                              | Competizione |
| --------------------- | ----------- | ------------------------ | --------------------------------- | ------------ |
| Record mondiale       | 14'11"15    | Tirunesh Dibaba Etiopia  | 6 giugno 2008 Oslo, Norvegia      |              |
| Record europeo        | 14'22"34    | Sifan Hassan Paesi Bassi | 13 luglio 2018 Rabat, Marocco     |              |
| Record dei campionati | 14'52"20    | Alemitu Bekele Turchia   | 1º agosto 2010 Barcellona, Spagna | Europei 2010 |

## Risultati
| Pos. | Nome                    | Nazionalità | Tempo    | Note                                     |
| ---- | ----------------------- | ----------- | -------- | ---------------------------------------- |
|      | Sifan Hassan            | Paesi Bassi | 14'46"12 | Record dei campionati                    |
|      | Eilish McColgan         | Regno Unito | 14'53"05 |                                          |
|      | Yasemin Can             | Turchia     | 14'57"63 | Miglior prestazione personale stagionale |
| 4    | Konstanze Klosterhalfen | Germania    | 15'03"73 | Miglior prestazione personale stagionale |
| 5    | Melissa Courtney        | Regno Unito | 15'04"75 | Miglior prestazione personale            |
| 6    | Susan Krumins           | Paesi Bassi | 15'09"65 | Miglior prestazione personale stagionale |
| 7    | Ancuța Bobocel          | Romania     | 15'16"13 | Miglior prestazione personale            |
| 8    | Maureen Koster          | Paesi Bassi | 15'21"64 |                                          |
| 9    | Charlotta Fougberg      | Svezia      | 15'24"36 |                                          |
| 10   | Stephanie Twell         | Regno Unito | 15'41"10 |                                          |
| 11   | Katarzyna Rutkowska     | Polonia     | 15'41"52 |                                          |
| 12   | Paulina Kaczyńska       | Polonia     | 15'49"21 |                                          |
| 13   | Louise Carton           | Belgio      | 15'53"27 |                                          |
| 14   | Denise Krebs            | Germania    | 16'07"98 |                                          |
| 15   | Julija Schmatenko       | Ucraina     | 16'41"37 |                                          |
|      | Linn Nilsson            | Svezia      | dnf      |                                          |
|      | Hanna Klein             | Germania    | dnf      |                                          |
|      | Nada Ina Pauer          | Austria     | dq       |                                          |
|      | Lonah Chemtai Salpeter  | Israele     | dq       |                                          |